# Jesús, el heredero
Jesús, el heredero é uma telenovela argentina produzida pela Pol-ka Producciones e exibida pelo Canal 13 entre 15 de março de 2004 e 19 de novembro de 2004. 

## Elenco
- Joaquín Furriel como Jesús Reyes.
- Malena Solda como Pilar Sánchez Alé.
- Jorge Marrale como Joaquín Sánchez Alé.
- Emilia Mazer como Rocío.
- Mónica Galán como Julia de Sánchez Alé.
- Nacho Gadano como Ramiro.
- César Vianco como Federico.
- Lidia Catalano como Rita.
- Manuel Vicente como Victorio.
- Carlos Portaluppi como Fabián.
- Diana Lamas como Catalina.
- Agustina Lecouna como Rosario Sánchez Alé.
- Nicolás Scarpino como Ramón.
- Lara Ruiz como Norma.
- Luciana González Costa como Malena.
- Gabriela Sari como Bianca.
- Rodrigo Aragón como Javier.
- Óscar Guzmán como Santiago.
- Andrés D'Adamo como Marcos.
- Marcelo Mininno como Juan.
- Roly Serrano como Santino.
- Lydia Lamaison como Doña Dolores Sánchez Alé.
- María Inés Batista
- Nicole Neumann como Camila.
- Sebastián Pajoni como Gabriel.
- Juan Palomino como Dr. Daniel Tordeaux.
- Carolina Peleritti como Paula Encina.
- Osvaldo Sanders
- Germán Silvestrini
- Héctor Sinder como Solari.